# دانشگاه ای‌اوآوی ونیز
دانشگاه ای‌اوآوی ونیز (به ایتالیایی: Università Iuav di Venezia)؛ دانشگاهی در ونیز ایتالیا است. این دانشگاه در سال ۱۹۲۶ میلادی با نام مؤسسهٔ دانشگاهی معماری ونیز (به ایتالیایی: Istituto Universitario di Architettura di Venezia) به عنوان یکی از اولین مدارس معماری در ایتالیا تأسیس شد. این دانشگاه چندین دورۀ کارشناسی، کارشناسی ارشد و آموزش عالی در معماری، برنامه‌ریزی شهری، مد، هنر و طراحی ارائه می‌دهد.
این دانشگاهی با مضمون طراحی است که بر آموزش، تحقیق و تمرین طراحی فضاها و محیط‌های زندگی (ساختمان‌ها، شهرها، مناظر و قلمرو) و در طراحی اشیاء استفاده روزمره، مد و گرافیک تمرکز دارد. همچنین دوره‌های جدیدتری در هنرهای تجسمی، تئاتر و هنرهای نمایشی و رویدادهای چندرسانه‌ای دارد.